# 1492 en philosophie
Chronologie de la philosophie
- 1488
- 1489
- 1490
- 1491
- 1492
- 1493
- 1494
- 1495
- 1496

L’année 1492 a été marquée, en philosophie, par les événements suivants :

## Naissances
- 6 mars : Juan Luis Vives (Jean Louis Vivès en français, Joan Lluís Vives en valencien, Ioannes Lodovicus Vives en latin), né à Valence (royaume de Valence), mort à Bruges (Belgique), le 6 mai 1540, est un théologien, un philosophe et un pédagogue. Juif converti au catholicisme, il livra des réflexions neuves sur l'organisation de la société et fut un des grands représentants de l’humanisme chrétien nordique, porté par une morale de l'action concrète à la politique.